# تولدی دیگر (شعر)
«تولدی دیگر» شعری از فروغ فرخزاد است که در مجموعه‌ای به همین نام منتشر شده است. درون‌مایه این شعر، عبور شاعر از خاطرات گذشته و بازگشت او به زمان حال است. این شعر در قالب شعر نیمایی سروده شده است.

## انتشار
«تولدی دیگر» آخرین شعری است که در مجموعه تولدی دیگر به چاپ رسیده است. شاعر عنوان این شعر را برای کل مجموعه انتخاب کرده است. این مجموعه شعر در زمستان ۱۳۴۳ منتشر شد. اهمیت این دفتر شعر به گفته سیروس شمیسا در آن است که فروغ با انتشار آن، «به صف شاعران بزرگ امروزی پیوست».
کریم امامی (به کمک خود فروغ)، ابراهیم گلستان و مهرداد صمدی این شعر را به زبان انگلیسی ترجمه کرده‌اند.

## معرفی

### درون‌مایه
سیروس شمیسا دربارهٔ این شعر می‌گوید که ممکن است انسان در گذشته خود سیر کند، اما ماندن در گذشته به معنای مرگ است. فروغ در این شعر پس از سفر به گذشته خود، سرانجام به زمان حال بازمی‌گردد و گذشته را گودالی توصیف می‌کند که نباید در آن مرواریدی جستجو کرد.

### مضمون
در نخستین بند از این شعر، «همه هستی من آیه تاریکی است…»، سیروس شمیسا در نظر گرفتن معنای «نشانه» برای آیه را برای آن نادرست می‌پندارد چون در این صورت اطلاق صفت «تاریک» به آن صحیح به نظر نمی‌رسد. وی به نقل از خود فروغ فرخزاد معنای آن را «چیز فناناپذیری چون کلام خدا» می‌داند و می‌گوید اطلاق «آیه خدا» به انسان در ادبیات عرفانی فارسی هم سابقه دارد.
سیروس شمیسا در «زندگی شاید افروختن سیگاری باشد در فاصله رخوتناک بین دو همآغوشی»، مراد فروغ از «دو همآغوشی» را «تولد» و «مرگ» می‌داند.
شمیسا معتقد است که فروغ در این شعر با «پایین رفتن از یک پله متروک» و «به چیزی در پوسیدگی و غربت واصل گشتن»، در ظاهر پا به زیرزمین خانه می می‌گذارد و اشیای کهنه و قدیمی را می‌بیند اما منظور این است که به سوی گذشته و خاطرات اندوهبار خود قدم برمی‌دارد و خاطرات گذشته را مرور می‌کند.
به عقیده شمیسا، منظور فروغ از «حجم» در بندی که با «سفر حجمی در خط زمان» شروع می‌شود، ذهن و فکر انسان و منظور او از «تصویر»، جنبه سطحی و جسمی زندگی است. عمر انسان، تصویری است که به «مهمانی آینه» رفته است؛ ناپایدار و موقتی. اما فکر انسان می‌تواند اثر ماندگاری در «خط زمان» ایجاد کند و آن را بارور سازد و اشاره بعدی فروغ در «و بدین سان است که کسی می‌میرد و کسی می‌ماند» نیز اشاره به همین معناست. وی همچنین منظور شاعر از «جوی حقیری که به گودالی می‌ریزد» را خاطرات شاعر می‌داند که به گودال راکد گذشته می‌ریزد.
در بند «من پری کوچک غمگینی را می‌شناسم»، شمیسا «پری کوچک غمگین» را استعاره از خود شاعر، «دل» را مجاز از غم و «نی‌لبک» را استعاره از شعر می‌داند؛ چنان‌که می‌توان آن را «شاعر غمش را در شعرش می‌ریزد» معنا کرد.

### وزن
به گقته سیروس شمیسا، وزن این شعر، تکرار «فعلاتن»؛ یعنی «بحر رمل مخبون نیمایی» است.

## تأثیر
سیروس شمیسا معتقد است که این شعر «تأثیر شدیدی» بر شعر معاصر ایران داشته است و به‌طور خاص سهراب سپهری آن را به دقت در نظر داشته است.

## بازخورد

### اظهار نظرها
محمد حقوقی این شعر را در کنار شعرهای «دیدار در شب»، «فتح باغ»، «وهم سبز»، «عروسک کوکی»، «در غروبی ابدی» و «آیه‌های زمینی»، از شعرهای درخشان ادبیات معاصر فارسی قلمداد کرده است.

### نقدها
شمیسا عبارت «پسرانی که به من عاشق بودند» را هنجارگریزی نحوی قلمداد می‌کند که سنخیتی با زبان شعر، که زبان متعارف و عادی امروزی است، ندارد.